# Ferdinand Zikmund Kurz ze Senftenau
Ferdinand Zikmund hrabě Kurz ze Senftenau, Ferdinand Sigmund Graf Kurz von Senftenau (1592 Mnichov – 24. března 1659 Vídeň) byl německý šlechtic, diplomat a státník ve službách Habsburků. Jako vicekancléř Svaté říše římské (1637–1659) patřil k vlivným osobnostem diplomacie habsburské monarchie během třicetileté války. V roce 1636 získal říšský hraběcí titul. Díky sňatku a císařově přízni získal majetek v Čechách (Choceň), další statky vlastnil v Dolním Rakousku.

## Životopis
Pocházel z německé šlechtické rodiny usazené v Bavorsku a později také v rakouských zemích. Byl synem barona Filipa Kurze (†1643), který působil v Mnichově jako hofmistr. Ferdinand svou kariéru zahájil u dvora arcivévody Albrechta ve Španělském Nizozemí (dnešní Belgie). S doporučením bavorského vévody přešel do služeb rakouských Habsburků a od roku 1625 jako císařský komorník patřil ke dvoru Ferdinanda II., od roku 1626 byl členem říšské dvorní rady Brzy se zařadil mezi důležité osobnosti vídeňského dvora a na přelomu let 1633–1634 byl zasvěcen do plánu sesazení a likvidace Albrechta z Valdštejna. Na Valdštejnově pádu profitoval majetkově a v roce 1636 byl povýšen do říšského hraběcího stavu. Vlivného postavení dosáhl za vlády Ferdinanda III., kdy se stal říšským vicekancléřem (1637–1659), od roku 1640 byl též členem Tajné rady. Během třicetileté války často vyjížděl z Vídně s diplomatickými úkoly, spolupracoval s Maxmiliánem Trauttmansdorffem, i když se s ním často dostával do sporů. Blízké a vzájemně prospěšné vztahy udržoval také s císařskými generály jako byli Jindřich Šlik nebo Matyáš Gallas. Na konci třicetileté války byl spolu s Trauttmansdorffem diplomatickým zástupcem na závěrečných mírových jednáních.
Jako říšský vicekancléř patřil po celou dobu vlády Ferdinanda III. k nejdůležitějším osobnostem zahraniční i domácí politiky habsburské monarchie, procházela přes něj veškerá diplomatická korespondence a díky vlastní síti vlivných kontaktů byl považován za jednoho z nejlépe informovaných dvořanů u vídeňského dvora. Po smrti Ferdinanda III. si nadále uchoval velký vliv na jeho nástupce Leopolda I. a byl pověřen vedením jednání o císařské volbě ve Frankfurtu nad Mohanem. V této době již musel bojovat proti intrikám osobností o generaci mladších (Auersperg, Schwarzenberg), ale své postavení si udržel. Zároveň jej trápily záchvaty dny a do Frankfurtu dorazil se zpožděním až v dubnu 1658, mezitím absolvoval léčení v Karlových Varech. Prosazení volby Leopolda I. římským císařem patřilo k největším úspěchům jeho dlouholeté politické dráhy. Ještě na podzim 1658 vedl jednání s diplomatickým poselstvem ruského cara Alexeje I. Zemřel o necelý půlrok později ve Vídni.

## Rodinné a majetkové poměry

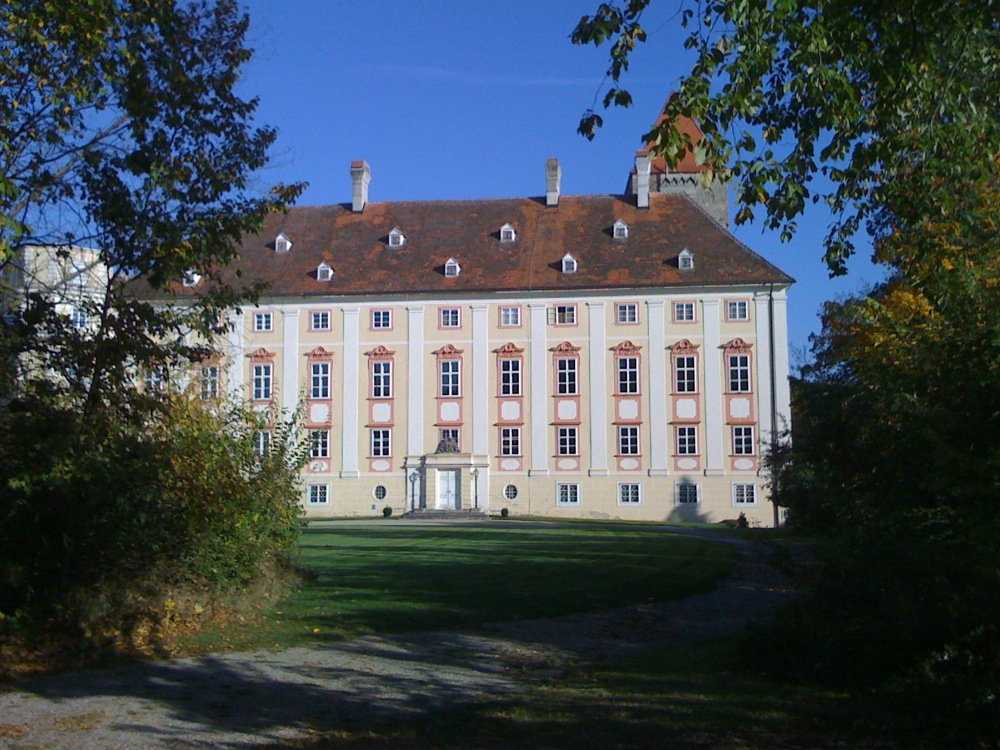
Zámek Horn, majetek Kurzů od roku 1628

Byl dvakrát ženatý, prvním sňatkem s Marií Alžbětou Muschingerovou (†1640), dcerou viceprezidenta dvorské komory Vincence Muschingera, získal v Čechách panství Choceň a Borovnice. K panství Choceň patřilo 16 vesnic a Ferdinand Kurz se zde snažil prosadit rekatolizaci, zdejší zámek byl v roce 1646 vydrancován Švédy. Hrozbě hromadného odchodu nekatolických obyvatel předešel Kurz potvrzením městských privilegií (1654). V druhé vlně pobělohorských konfiskací po smrti Albrechta z Valdštejna získal statky Kluky a Žáky z majetku Trčků z Lípy. Tento majetek získal darem v letech 1635–1636 jako náhradu za finanční odměnu 50 000 zlatých přiznanou císařem. Mimo jiné vlastnil také dům v Praze. Již v roce 1636 prodal statek Borovnice a o dva roky později i Kluky. Tvrz v Žákách prošla raně barokní přestavbou, ale i tento statek byl v roce 1648 prodán. Kromě toho měl majetek v Dolním Rakousku (Drosendorf, Horn). Podruhé se oženil v roce 1642 s Reginou Annou Abensberg-Traunovou (†1662). Z obou manželství pocházelo sedm dcer. Panství Drosendorf zdědila Marie Eleonora, provdaná Sprinzensteinová, Choceň převzala Marie Terezie, provdaná Schönkirchenová. Marie Terezie původně zdědila jen třetinu panství, v roce 1666 ale za 60 000 zlatých vykoupila podíly svých sester, nakonec celé panství prodala v roce 1686 Trauttmansdorffům.
Jeho mladší bratr Maxmilián (1595–1662) zůstal v Bavorsku, kde se stal nejvyšším komořím a nejvyšším hofmistrem, byl také členem říšské dvorské rady. Jejich bratranec Jan Jakub Kurz (1583–1645) byl diplomatem v císařským službách a zastával funkce vyslance v Polsku, Francii a Turecku.